# Загадка
Зага́дка — метафорическое выражение, в котором один предмет изображается посредством другого, имеющего с ним какое-нибудь, хотя бы отдалённое сходство; на основании этого выражения человек и должен отгадать задуманный предмет.
Загадки встречаются у всех народов, на какой бы ступени развития они ни стояли.
По своей форме народные загадки примыкают к пословицам: та же мерная, складная речь, то же частое употребление рифмы и созвучия слов. Иногда только вопросительная форма делает из пословицы, присловья или поговорки загадку; пример: «Сидит на овчине, а бьёт соболей» (промышленник). Пословица и загадка отличаются тем, что загадку нужно отгадать, а пословица — это поучение.

## История
В древнейших загадках отражалась мифическая символизация; поэтический образ служил здесь отчасти для описания, отчасти для объяснения явлений природы и окружающей среды. С течением времени это значение загадок утратилось; осталась лишь её иносказательная аллегорическая форма, уцелел её сильный, образный язык, и народ стал смотреть на загадки, как на простое упражнение ума. В древности загадкам приписывалось особое таинственное значение: в народном эпосе она является одним из видов так называемого «Божьего суда»: отгадывание загадки ведёт к исполнению желаний, освобождает от опасности. Загадки могут входить как сюжетный элемент в волшебные и приключенческие сказки, выступая как одна из форм испытания героя. Загадывание и отгадывание загадки, состязание в загадках составляет весьма распространённый мотив народного эпоса и создавшейся под его влиянием книжной литературы. Эта специальная литература «вопросов и ответов» обнимает массу произведений всех веков и народов, и в индийской поэзии, и в «Эдде», и в «Калевале» встречаются повторения одного и того же мотива.
Русские и другие славянские песни с загадками в общем примыкают к циклу сказаний о «мудрой девице» и клонятся к доказательству того, что невеста не глупее жениха. Несравненно меньше известно сказок с загадками. Есть и загадки в чисто сказочной форме; этих ещё меньше (у А. Афанасьева № 185).
У древних греков загадки в древнейшее время находились в связи с изречениями оракулов и в основном излагались гекзаметрами. Семь мудрецов прибегали к загадкам в дидактических целях; особенно много загадок оставил Клеобул. Поэты также охотно вплетали в свои произведения изречения в форме загадок (ср. Ohlert, «Rätsel und Gesellschafts spiele der alten Griechen», Б., 1886). Римляне были менее склонны к подобным упражнениям ума; однако и Вергилий, и Цицерон забавлялись в часы досуга сочинением загадок.
В более позднее, христианское время под влиянием чтения книг Священного Писания, где загадки местами также играют видную роль (Самсон, царица Савская), появилось множество произведений, содержанием которых служат «мудрые вопросы» о предметах библейских или о происхождении всего существующего. Из германской поэзии сюда относится Вартбургская война и стихотворение XIV в. Trougemund, в котором повторяется весьма распространенный мотив о состязании в загадках между много странствовавшим путником и хозяином; на русской почве — стих о Голубиной книге, Беседа трёх святителей, Пчела, Даниил Заточник.
В XVII в. вновь возникла мода на загадки. Во Франции их сочиняли Фенелон, Буало, Жан-Жак Руссо и другие. В Германии Шиллер оставил несколько истинно поэтических загадок. Не столько поэтичностью формы, сколько юмором и остроумием отличаются загадки Гебеля и Шлейермахера, затем Гауффа, Шмидлина, Брентано и других немецких поэтов.
В России В. Левшин издал в 1773 г. «Загадки, служащие для невинного разделения праздного времени» (Москва). Превосходная поэтическая загадка составлена В. А. Жуковским («На пажити необозримой, не убавляясь никогда, скитаются неисчислимы сереброрунные стада» и т. д.), в основу её положена одна из наиболее характерных народных загадок с мифологическим содержанием — малорусская: «Поле немиряне, вивци нещитани, пастух рогатый», или великорусская: «поле полянское, стадо лебедянское, пастух вышинский» (то есть месяц, пасущий звёздное стадо).
В Древнем Китае сборник загадок собрал Фэн Мэнлун, озаглавив его «Загадки горы Хуаншань» (кит. упр. 黄山谜), исследование китайских загадок предпринял Лю Се в главе «Иносказательное сравнение» (кит. упр. 谐隐) своего сочинения «Вэнь син дяо лун». Из трудов современных китайских авторов можно выделить произведение «История загадок» (кит. упр. 谜史) Цянь Наньяна.

## Сборники
Научное собирание народных загадок началось с Сахарова (в его «Сказаниях русского народа о семейной жизни своих предков», 1837); затем появились сборники сначала малорусских, а вскоре и великорусских загадок:
- Илькевич Г. С. Галицкие приповедки и загадки — У Ведни [В Вене], 1841;
- Сементовский А. М. Малороссийские и галицкие загадки — Киев, 1851, и СПб., 1872;
- Худяков И. А. «Великорусские загадки» — М.: Тип. Грачева и К°, 1861. — 116 с.;
- Даль В. И.. Пословицы русского народа. Сборник пословиц, поговорок, речений, присловий, чистоговорок, загадок, поверий и проч. — М., 1862, и СПб., 1879;
- Евлентьев К. Г. Сборник народных загадок, расположенных в азбучном порядке // «Псковские губернские ведомости», 1864, № 35-39, 44 и 45 и 1865, № 2-5;
- Номис (Симонов М. Т.) Украіиньскі приказки, прислівья и таке инше — СПб., 1864 — до 500 З.;
- «Труды этнографическо-статистической экспедиции в Западно-Русский край. Материалы, собранные Чубинским» т. I — СПб., 1872;
- Садовников Д. Н. Загадки русского народа — СПб., 1875, 2504 З.;
- Романов Е. Р. Белорусский сборник, т. I — Киев, 1886;
- Комаров М. Ф. Нова збирка народних малоруських прыказок, прысливъив, помовок, загадок и замовлян — Од., 1890;
- Шейн П. В. Материалы для изучения быта и языка русского населения Северо-Западного края, т. II — СПб., 1893;
- Загадки, относящиеся до малорусской хаты, сообщены П. И(вановым) в «Харьковском сборнике» (вып. 3, 1889).

В Западной Европе первый немецкий сборник загадок вышел в Страсбурге в 1505 г. (новое издание его Brutsch’a, там же 1875). Во Франции аббат Котен издал «Recueil des énigmes de ce temps» (1646), a Ménestrier составил «Traité des énigmes» (1694).
Старинные немецкие загадки издал Simrock, «Deutsches Rätselbuch» (3 изд., 1874), актуальные — Ohnesorg, «Sphinx» (Б., 1833-35) и Hoffmann, «Grosser deutscher Räthselschatz» — Штутгарт, 1874.